# National League of Professional Baseball Clubs

Il logo della National League

La National League of Professional Baseball Clubs, o più semplicemente la National League (NL) è la più vecchia delle due leghe che formano la Major League Baseball, e la lega più antica al mondo per quanto riguarda gli sport di squadra professionistici.
Fondata il 2 febbraio del 1876, è soprannominata "Senior Circuit" per sottolineare la maggiore anzianità rispetto all'altra lega, la AL, detta "Junior Circuit". Le due leghe si accordarono a partire dal 1903 per disputare le World Series tra le due rispettive vincitrici e, con l'eccezione del 1904 e del 1994, si incontrano ancora ogni anno.
I campioni in carica della National League sono i Los Angeles Dodgers, che hanno sconfitto durante la National League Championship Series 2024 i New York Mets per 4-2. I Dodgers sono anche la squadra con il maggior numero di vittorie (25).

## Storia

### Primi anni
Nella seconda metà dell'800, l'associazione più importante nel panorama del baseball nordamericano era la National Association of Professional Base Ball Players, che stava attraversando un periodo di profonda crisi economica e di prestigio. L'allora presidente dei Chicago White Stockings, desideroso di una lega forte e ben radicata nelle grandi città, avviò un progetto parallelo alla NAPBBP, contattando personalmente le varie franchigie allora esistenti.
 Il 2 febbraio del 1876 fondò la National League, il cui nucleo iniziale era di otto squadre:
- Chicago White Stockings, provenienti dalla N.A. (ora Chicago Cubs)
- Philadelphia Athletics, provenienti dalla N.A. (espulsi nel 1876)
- Boston Red Stockings, la squadra più forte della N.A. (ora Atlanta Braves)
- Hartford Dark Blues, provenienti dalla N.A. (sciolti nel 1877)
- Mutual of New York, provenienti dalla N.A. (espulsi nel 1876)
- St. Louis Brown Stockings (Browns), provenienti dalla N.A. (sciolti nel 1877)
- Cincinnati Red Stockings, nuova franchigia (espulsa nel 1880)
- Louisville Grays, nuova franchigia (sciolta nel 1877)

La fondazione della NL segnò la fine della NAPBBP, e l'avvento di una nuova era per il baseball professionistico.

### Fino al 1962
La lega così formatasi operò senza sostanziali cambiamenti per più di mezzo secolo. Nel 1891 la American Association, nata come rivale della NL, si fuse con questa. Arrivando così alla quota di 12 squadre, per circa dieci anni fu l'unica lega di baseball professionistico ad operare negli states. Nel 1900 si decise per un ridimensionamento del numero di franchigie, che si ridussero ad otto con l'esclusione di quattro città; tre di queste - insieme ad altre - nel 1901 fondarono l'American League, dichiarandosi ufficialmente una seconda major league. L'accordo fu siglato nel 1903, dopo un'iniziale ostilità della NL.
Fino al 1962 non vi furono grandi cambiamenti, se si escludono i vari spostamenti da una città all'altra delle franchigie; si possono citare i più importanti, quello dei Brooklyn Dodgers a Los Angeles e quello dei New York Giants a San Francisco, in un'ottica di apertura verso ovest della lega.

### L'era dell'espansione
Per contrastare la progressiva affermazione delle altre leghe, la NL iniziò una politica di apertura ad altre squadre. Il 1962 vide il numero delle franchigie arrivare a 10 con l'arrivo dei New York Mets e degli Houston Colt. 45s, poi diventati Houston Astros. Nel 1969 con l'aggiunta di altre due squadre (San Diego Padres e Montreal Expos) si arrivò a 12. Negli anni novanta si giunse a quota 16 squadre attraverso la creazione dei Colorado Rockies, dei Florida Marlins, degli Arizona Diamondbacks, e l'affiliazione dei Milwaukee Brewers, provenienti dalla AL. 
Nel 1994 le squadre sono state divise in tre divisions geografiche (East, West e Central).
A partire dal 1997 i calendari della regular season ospitano partite tra squadre della NL e della AL. Le regole adottate in ogni partita sono quelle della lega della squadra di casa.
Dal 2013 con il passaggio degli Houston Astros alla American League le squadre della NL si riducono a 15.

## Regolamento
La più importante diversità regolamentare con l'altra major statunitense consiste nella impossibilità di utilizzo del cosiddetto battitore designato. Questi è un giocatore che, durante i turni di battuta della sua squadra, batte invece del lanciatore. La regola è adottata dalla maggior parte di leghe baseball di tutto il mondo, con le eccezioni più celebri proprio nella National League e nella Central League giapponese.

## Squadre attuali

### National League East
- Atlanta Braves a partire dal 1871 (come Boston Red Caps)
- Miami Marlins a partire dal 1993 (come Florida Marlins fino al 2011)
- New York Mets a partire dal 1962
- Philadelphia Phillies a partire dal 1883
- Washington Nationals a partire dal 1969 (come Montreal Expos, a Washington dal 2005)

### National League Central
- Chicago Cubs a partire dal 1871
- Cincinnati Reds a partire dal 1882
- Milwaukee Brewers a partire dal 1969 (come Seattle Pilots nell'American League, a Milwaukee dal 1970, entrano in National League nel 1998)
- Pittsburgh Pirates a partire dal 1882
- St. Louis Cardinals a partire dal 1882

### National League West
- Arizona Diamondbacks a partire dal 1998
- Colorado Rockies a partire dal 1993
- Los Angeles Dodgers a partire dal 1884 (come Brooklyn Atlantics, entrano in National League nel 1890, a Los Angeles dal 1958)
- San Diego Padres a partire dal 1969
- San Francisco Giants a partire dal 1883 (come New York Gothams, a San Francisco dal 1958)

## National League Championship Series
A partire dal 1969 la National League organizza una serie di playoff per determinare la vittoria del pennant. Prima di quell'anno, la squadra vincente era semplicemente quella con un miglior record di vittorie-sconfitte.